# Max Sdralek

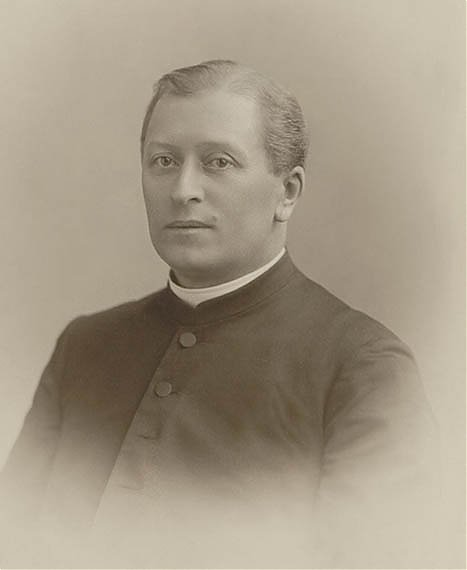
Max Sdralek

Max Sdralek (auch Maximilian Lukas Sdralek; * 11. Oktober 1855 in Woschczytz, Kreis Pleß, Provinz Schlesien; † 2. Juli 1913 in Bad Landeck, Landkreis Habelschwerdt) war ein deutscher, römisch-katholischer Kirchenhistoriker.

## Leben
Max Sdralek studierte Katholische Theologie in Breslau und Freiburg im Breisgau. Während seines Studiums wurde er 1875 Mitglied der KDStV Winfridia Breslau im CV. Ab 1884 war er Professor für Kirchengeschichte an der Theologischen Akademie in Münster, ab 1896 Professor für Kirchengeschichte an der Universität Breslau, wo er 1906–1907 das Amt des Rektors bekleidete. Er war Herausgeber der Kirchengeschichtlichen Abhandlungen.